# Begonia elaeagnifolia
Espèce
Synonymes
- Begonia schultzei Engl. ex R.Wilczek[1]
- Begonia wilczekiana N.Hallé[1]

Begonia elaeagnifolia est une espèce de plantes de la famille des Begoniaceae. Ce bégonia est originaire d'Afrique centrale. L'espèce fait partie de la section Tetraphila. Elle a été décrite en 1871 par Joseph Dalton Hooker (1817-1911). L'épithète spécifique signifie « à feuille d'Eleagnus ».

## Répartition géographique
Cette espèce est originaire des pays suivants : Cameroun ; Guinée Équatoriale ; Gabon ; Zaïre.